# Суйма

Суйма — река в России, протекает в Камешковском районе Владимирской области. Устье реки находится в 3 км по левому берегу реки Печуги. Длина реки составляет 11 км.
Суйма берёт начало в системе прудов восточнее деревни Карякино в 5 км к юго-западу от села Второво. Река течёт на север, впадает в Печугу около посёлка имени Фрунзе. В верхнем и нижнем течении русло спрямлено и зарегулировано.

## Данные водного реестра
По данным государственного водного реестра России относится к Окскому бассейновому округу, водохозяйственный участок реки — Нерль от истока и до устья, речной подбассейн реки — бассейны притоков Оки от Мокши до впадения в Волгу. Речной бассейн реки — Ока.
По данным геоинформационной системы водохозяйственного районирования территории РФ, подготовленной Федеральным агентством водных ресурсов:
- Код водного объекта в государственном водном реестре — 09010300812110000032753
- Код по гидрологической изученности (ГИ) — 110003275
- Код бассейна — 09.01.03.008
- Номер тома по ГИ — 10
- Выпуск по ГИ — 0